# He Bingjiao
Pour les articles homonymes, voir He.
Dans ce nom chinois, le nom de famille, He, précède le nom personnel.
He Bingjiao (chinois simplifié : 何冰娇;, pinyin : Hé Bīngjiāo), née le 21 mars 1997, est une joueuse de badminton chinoise. En 2018, elle remporte la médaille de bronze lors des championnats du monde dans la catégorie simple dames,.

## Palmarès

### Jeux olympiques
Simple femmes
| Date | Lieu                                      | Adversaire  | Score        | Résultat |
| ---- | ----------------------------------------- | ----------- | ------------ | -------- |
| 2024 | Porte de La Chapelle Arena, Paris, France | An Se-young | 13–21, 16–21 | Silver   |

### Championnats du monde
Simple femmes
| Date | Lieu                                                    | Adversaire     | Score               | Résultat |
| ---- | ------------------------------------------------------- | -------------- | ------------------- | -------- |
| 2018 | Nanjing Youth Olympic Sports Park, Nanjing, Chine       | Carolina Marín | 21–13, 16–21, 13–21 | Bronze   |
| 2021 | Palacio de los Deportes Carolina Marín, Huelva, Espagne | Tai Tzu-ying   | 17–21, 21–13, 14–21 | Bronze   |

### Jeux Asiatiques
Simple femmes
| Date | Lieu                                | Adversaire  | Score        | Résultat |
| ---- | ----------------------------------- | ----------- | ------------ | -------- |
| 2022 | Binjiang Gymnasium, Hangzhou, Chine | An Se-young | 10–21, 13–21 | Bronze   |

### Championnats d'Asie
Simple femmes
| Date | Lieu                                                  | Adversaire      | Score        | Résultat |
| ---- | ----------------------------------------------------- | --------------- | ------------ | -------- |
| 2017 | Wuhan Sports Center Gymnasium, Wuhan, Chine           | Akane Yamaguchi | 15–21, 19–21 | Bronze   |
| 2019 | Wuhan Sports Center Gymnasium, Wuhan, Chine           | Akane Yamaguchi | 19–21, 9–21  | Silver   |
| 2024 | Ningbo Olympic Sports Center Gymnasium, Ningbo, Chine | Wang Zhiyi      | 19–21, 17–21 | Bronze   |

### Jeux olympiques de la jeunesse
Simple femmes
| Date | Lieu                                    | Adversaire      | Score               | Résultat |
| ---- | --------------------------------------- | --------------- | ------------------- | -------- |
| 2014 | Nanjing Sport Institute, Nanjing, Chine | Akane Yamaguchi | 22–24, 23–21, 21–17 | Gold     |